# Meyers Leonard
Meyers Patrick Leonard (Robinson, Illinois, 27 de febrero de 1992) es un baloncestista estadounidense que pertenece a la plantilla de los Milwaukee Bucks de la NBA. Mide 2,13 metros y juega en la posición de pívot.

## Carrera

### Universidad
Jugó dos temporadas con los Fighting Illini de la Universidad de Illinois en Urbana-Champaign. En su primer año universitario Leonard jugó un total de 33 partidos, de los cuales salió uno de titular (el 10 de febrero de 2011 ante la Universidad de Minnesota) con unos promedios de 2,1 puntos y 1,2 rebotes en 8,2 minutos por encuentro.
En su segundo año, promedió 13,6 puntos y 8,2 rebotes por partido y, al término del mismo, decidió presentarse al Draft de la NBA.

#### Estadísticas
| Año     | Equipo   | PJ | PT | MPP  | %TC  | %3P  | %TL  | RPP | APP | ROB | TPP | PPP  |
| ------- | -------- | -- | -- | ---- | ---- | ---- | ---- | --- | --- | --- | --- | ---- |
| 2010–11 | Illinois | 33 | 1  | 8.2  | .483 | .000 | .706 | 1.2 | .2  | .2  | .4  | 2.1  |
| 2011–12 | Illinois | 32 | 29 | 31.8 | .584 | .091 | .732 | 8.2 | 1.3 | .5  | 1.9 | 13.6 |
| Total   | Total    | 65 | 30 | 19.8 | .567 | .083 | .729 | 4.7 | .7  | .3  | 1.1 | 7.7  |

### NBA

#### Portland Trail Blazers
Las previsiones situaban a Leonard dentro de las 15 primeras posiciones del Draft, siendo elegido en la undécima posición por los Portland Trail Blazers. En su debut con los Blazers, anotó cuatro puntos y capturó tres rebotes en la victoria ante Los Angeles Lakers.
Durante su tercera temporada, el 13 de abril de 2015 ante Oklahoma City Thunder, consigue 24 puntos, su récord personal de anotación.

#### Miami Heat
Después de siete años en Portland, el 6 de julio de 2019, fue traspasado a los Miami Heat en un intercambio entre cuatro equipos, que trajo también a Jimmy Butler a los Heat.
Tras dos temporadas en Miami, el 17 de marzo de 2021, es traspasado a Oklahoma City Thunder a cambio de Trevor Ariza pero es cortado una semana después sin llegar a debutar con el equipo.

#### Milwaukee Bucks
Tras más de dos años sin jugar en la NBA, el 22 de febrero de 2023 firma un contrato de 10 días con Milwaukee Bucks, renovando por otros 10 días el 4 de marzo, y firmando hasta final de temporada el 14 de marzo.

## Estadísticas de su carrera en la NBA

### Temporada regular
| Año     | Equipo    | PJ  | PT | MPP  | %TC  | %3P  | %TL  | RPP | APP | ROB | TPP | PPP |
| ------- | --------- | --- | -- | ---- | ---- | ---- | ---- | --- | --- | --- | --- | --- |
| 2012-13 | Portland  | 69  | 9  | 17.5 | .545 | .429 | .809 | 3.7 | .5  | .2  | .6  | 5.5 |
| 2013-14 | Portland  | 40  | 0  | 8.9  | .451 | .000 | .762 | 2.8 | .5  | .2  | .1  | 2.5 |
| 2014-15 | Portland  | 55  | 7  | 15.4 | .510 | .420 | .938 | 4.5 | .6  | .2  | .3  | 5.9 |
| 2015-16 | Portland  | 61  | 10 | 21.9 | .448 | .377 | .761 | 5.1 | 1.5 | .1  | .3  | 8.4 |
| 2016-17 | Portland  | 74  | 12 | 16.5 | .386 | .347 | .875 | 3.2 | 1.0 | .2  | .4  | 5.4 |
| 2017-18 | Portland  | 33  | 2  | 7.7  | .590 | .423 | .818 | 2.1 | .5  | .2  | .0  | 3.4 |
| 2018-19 | Portland  | 61  | 2  | 14.4 | .545 | .450 | .843 | 3.8 | 1.2 | .2  | .1  | 5.9 |
| 2019-20 | Miami     | 51  | 49 | 20.3 | .509 | .414 | .643 | 5.1 | 1.1 | .3  | .3  | 6.1 |
| 2020-21 | Miami     | 3   | 2  | 9.7  | .429 | .429 | .500 | 2.3 | .7  | .0  | .0  | 3.3 |
| 2022-23 | Milwaukee | 9   | 2  | 12.7 | .483 | .389 | .889 | 3.8 | .1  | .2  | .0  | 4.8 |
| Total   | Total     | 456 | 95 | 15.9 | .482 | .390 | .812 | 3.9 | .9  | .2  | .3  | 5.6 |

### Playoffs
| Año   | Equipo   | PJ | PT | MPP  | %TC   | %3P  | %TL   | RPP | APP | ROB | TPP | PPP |
| ----- | -------- | -- | -- | ---- | ----- | ---- | ----- | --- | --- | --- | --- | --- |
| 2014  | Portland | 4  | 0  | 2.3  | .000  | –    | –     | .5  | .0  | .0  | .0  | .0  |
| 2015  | Portland | 5  | 0  | 21.2 | .667  | .769 | .500  | 6.6 | 1.0 | .4  | .4  | 7.8 |
| 2017  | Portland | 3  | 1  | 10.3 | .200  | .000 | –     | 2.7 | .3  | .0  | .0  | .7  |
| 2018  | Portland | 2  | 0  | 4.0  | 1.000 | –    | –     | 2.0 | .0  | .0  | .0  | 4.0 |
| 2019  | Portland | 11 | 2  | 15.5 | .523  | .424 | .333  | 3.6 | 1.1 | .2  | 1   | 7.7 |
| 2020  | Miami    | 3  | 2  | 10.3 | .625  | .500 | 1.000 | .3  | 1.0 | .3  | .0  | 4.7 |
| Total | Total    | 28 | 5  | 12.7 | .552  | .481 | .462  | 3.1 | .8  | .2  | .1  | 5.3 |

## Vida personal
Meyers Leonard nació en la pequeña localidad de Robinson, en el Estado de Illinois. Cuando Meyers tenía seis años, su padre, James Leonard, falleció tras sufrir un accidente mientras montaba en bicicleta. Unos años más tarde su madre Tracie sufrió una lesión crónica de espalda fruto de dos accidentes ecuestres. Debido a esto el hermano mayor de Meyers, Bailey, se alistó en el Ejército de los Estados Unidos para conseguir dinero que pudiese costear la complicada y cara operación de su madre, y fue a combatir a Afganistán.